# Lijst van nummer 1-hits in Polen in 2016
Deze hits stonden in 2016 op nummer 1 in de Polish Airplay Chart, de bekendste hitlijst in Polen.
| Datum        | Artiest                      | Titel                                   |
| ------------ | ---------------------------- | --------------------------------------- |
| 2 januari    | Imany                        | Don't Be So Shy (Filatov & Karas remix) |
| 9 januari    | X Ambassadors                | Renegades                               |
| 16 januari   | Duke Dumont                  | Ocean Drive                             |
| 23 januari   | Dawid Podsiadło              | W dobrą stronę                          |
| 30 januari   | The King's Son & Shaggy      | I'm Not Rich (Hitimpulse remix)         |
| 6 februari   | DNCE                         | Cake by the Ocean                       |
| 13 februari  | Álvaro Soler                 | Agosto                                  |
| 20 februari  | Álvaro Soler                 | Agosto                                  |
| 27 februari  | Duke Dumont                  | Ocean Drive                             |
| 5 maart      | Robin Schulz & J.U.D.G.E.    | Show Me Love                            |
| 12 maart     | Meghan Trainor & John Legend | Like I'm Gonna Lose You                 |
| 19 maart     | Meghan Trainor & John Legend | Like I'm Gonna Lose You                 |
| 26 maart     | Alan Walker                  | Faded                                   |
| 2 april      | Alan Walker                  | Faded                                   |
| 9 april      | Coldplay                     | Hymn for the Weekend                    |
| 16 april     | Coldplay                     | Hymn for the Weekend                    |
| 23 april     | Coldplay                     | Hymn for the Weekend                    |
| 30 april     | Alan Walker                  | Faded                                   |
| 7 mei        | Twenty One Pilots            | Stressed Out                            |
| 14 mei       | Twenty One Pilots            | Stressed Out                            |
| 21 mei       | Twenty One Pilots            | Stressed Out                            |
| 28 mei       | Dua Lipa                     | Be the One                              |
| 4 juni       | Álvaro Soler                 | Sofia                                   |
| 11 juni      | C-BooL                       | Never Go Away                           |
| 18 juni      | C-BooL                       | Never Go Away                           |
| 25 juni      | Álvaro Soler                 | Sofia                                   |
| 2 juli       | Sylwia Grzeszczak            | Tamta dziewczyna                        |
| 9 juli       | Sylwia Grzeszczak            | Tamta dziewczyna                        |
| 16 juli      | Sylwia Grzeszczak            | Tamta dziewczyna                        |
| 23 juli      | Sylwia Grzeszczak            | Tamta dziewczyna                        |
| 30 juli      | Sylwia Grzeszczak            | Tamta dziewczyna                        |
| 6 augustus   | Sylwia Grzeszczak            | Tamta dziewczyna                        |
| 13 augustus  | Natalia Nykiel               | Error                                   |
| 20 augustus  | Filatov & Karas              | Tell it to my heart                     |
| 27 augustus  | Frans                        | If I were sorry                         |
| 3 september  | Frans                        | If I were sorry                         |
| 10 september | LP                           | Lost on you                             |
| 17 september | Selena Gomez                 | Kill em with kindness                   |
| 24 september | LP                           | Lost on you                             |
| 1 oktober    | LP                           | Lost on you                             |
| 8 oktober    | LP                           | Lost on you                             |
| 15 oktober   | LP                           | Lost on you                             |
| 22 oktober   | Jonas Blue                   | Perfect strangers                       |
| 29 oktober   | Shawn Mendes                 | Treat you better                        |
| 5 november   | Agnieszka Chylińska          | Królowa łez                             |
| 12 november  | Rihanna                      | Love on the brain                       |
| 19 november  | Agnieszka Chylińska          | Królowa łez                             |
| 26 november  | Rihanna                      | Love on the brain                       |
| 3 december   | Agnieszka Chylińska          | Królowa łez                             |
| 10 december  | Rihanna                      | Love on the brain                       |
| 17 december  | Rihanna                      | Love on the brain                       |
| 24 december  | Rag'n'Bone Man               | Human                                   |
| 31 december  | C-BooL & Giang Pham          | Magic symphony                          |